# 蒙帕纳斯-比安弗尼站
蒙帕納斯-比安弗尼站（法語：Montparnasse - Bienvenüe）是法國巴黎地鐵的一個車站，得名于蒙帕纳斯大道和纪念法国工程师菲尔让斯·比安弗尼的比安弗尼广场。蒙帕納斯-比安弗尼站是巴黎地鐵4號線、6號線、12號線、13號線的車站。蒙帕納斯-比安弗尼站位於蒙帕納斯地區，巴黎6區、14區、15區的交界處。在該車站可以換乘至法國國鐵巴黎蒙帕納斯車站。蒙帕納斯-比安弗尼站開業於1906年4月24日。

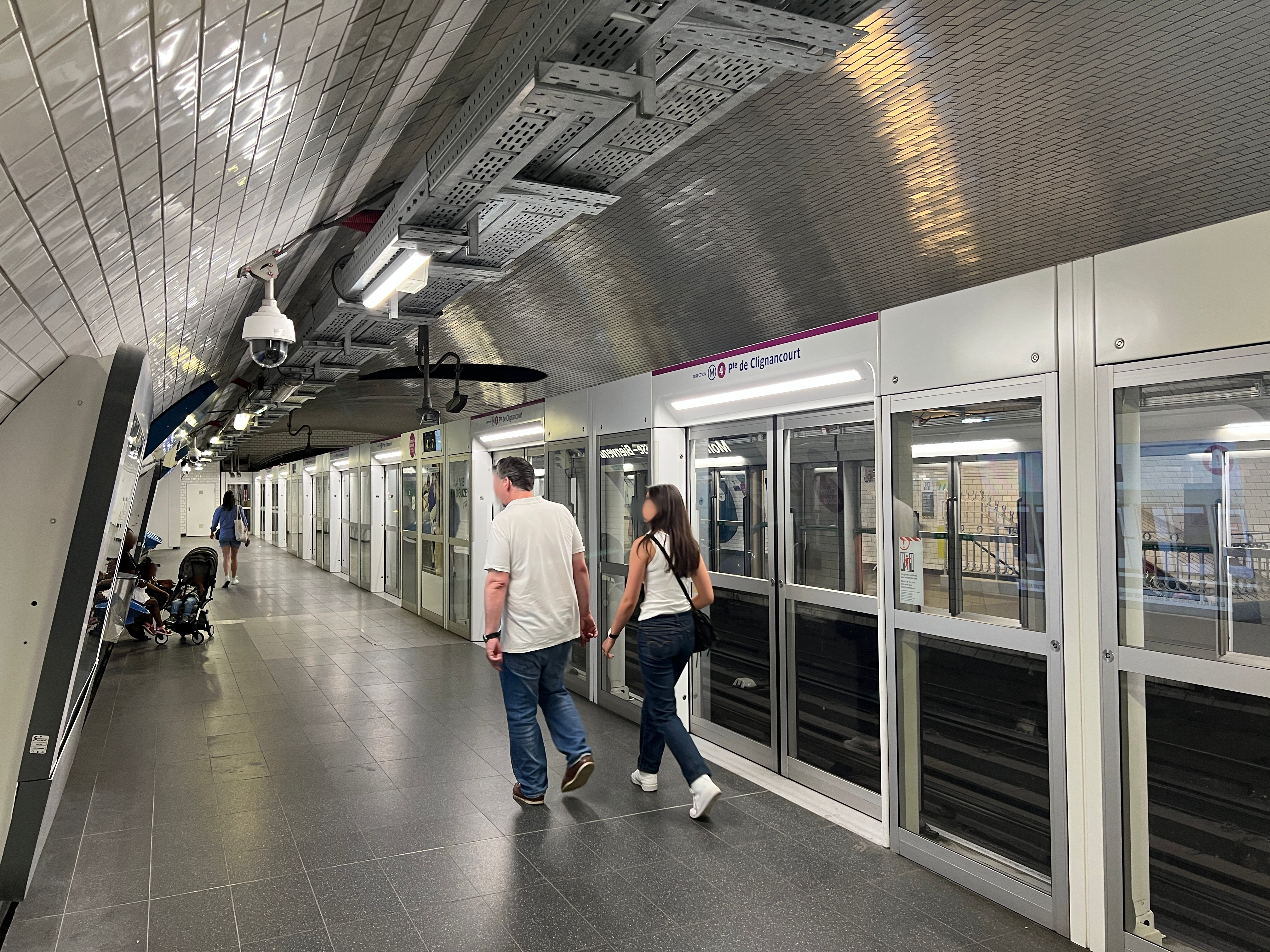
4號線月台 (2022年7月)

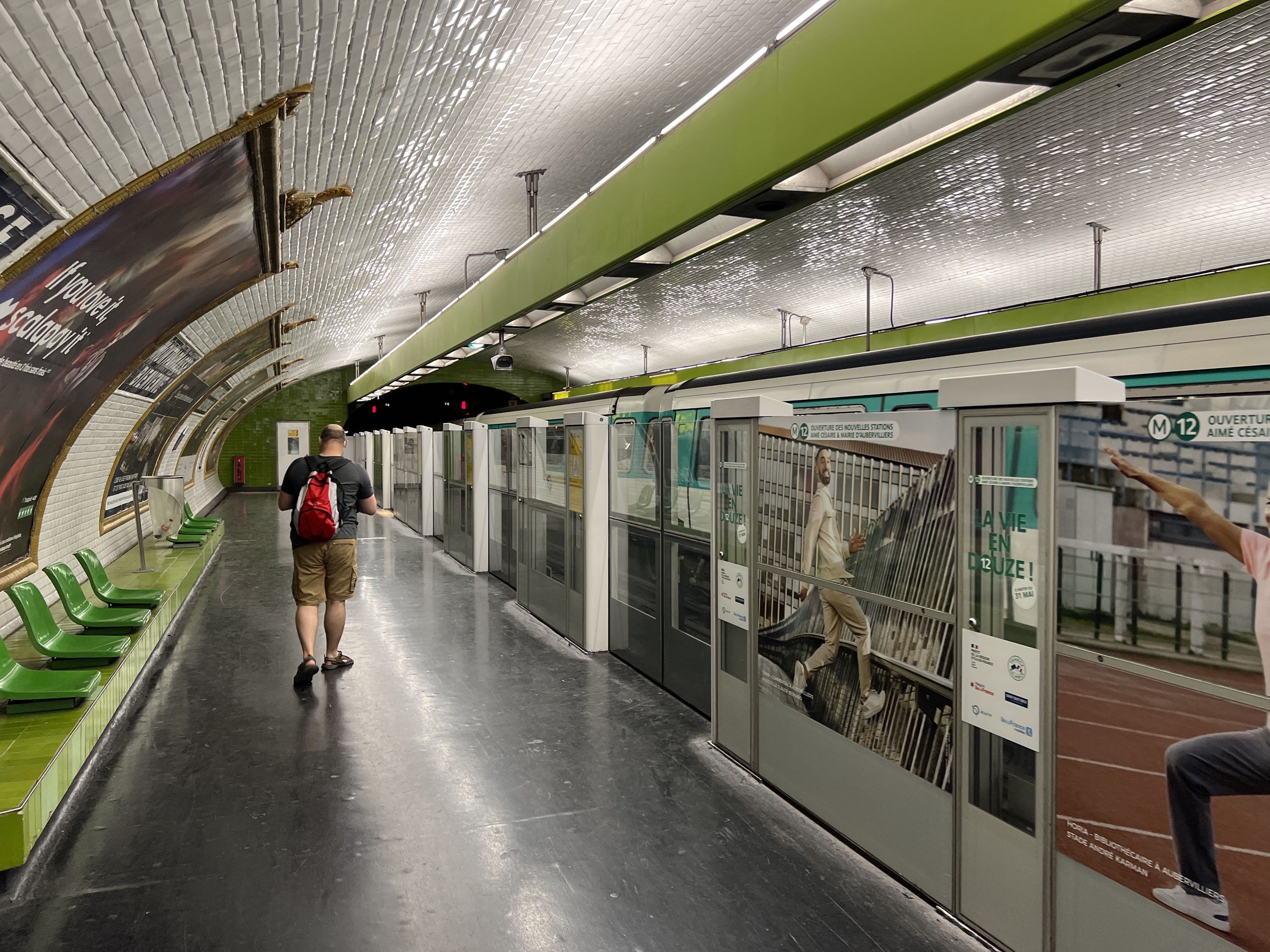
13號線月台 (2022年7月)

## 車站結構
各線由行人通道和夾層連接起來。配置以路線編號排列。

### 4號線
| 側式月台，右側開門 |                                |
| 北行               | 往克利尼昂库尔门（聖普拉西德） |
| 南行               | 往巴涅-露西·奧布拉克（瓦万）   |
| 側式月台，右側開門 |                                |

### 6號線
| 側式月台，右側開門 |                              |
| 西行               | 往夏爾·戴高樂-星形（巴斯德） |
| 東行               | 往民族（埃德加·基内）        |
| 側式月台，右側開門 |                              |

### 12號線
| 側式月台，右側開門 |                                  |
| 南行               | 往伊西市政厅（法尔吉埃站）       |
| 北行               | 往欧贝维利耶市政厅（田野聖母院） |
| 側式月台，右側開門 |                                  |

### 13號線
| 側式月台，右側開門 |                                   |
| 北行               | 往莱库尔蒂耶/聖但尼大學（迪罗克） |
| 南行               | 往沙蒂永-蒙魯日（愉悅）           |
| 側式月台，右側開門 |                                   |